# بيل باتلر (لاعب كرة قدم أمريكية)
بيل باتلر (بالإنجليزية: Bill Butler)‏ هو لاعب كرة قدم أمريكية أمريكي، ولد في 10 يوليو 1937 في برلين في الولايات المتحدة.

## وصلات خارجية
- بيل باتلر على موقع مرجع كرة القدم المحترفة.كوم (الإنجليزية)